# 高木龍淵
高木龍淵（たかぎ りゅうえん、1842年11月9日（天保13年10月7日） - 1918年（大正7年）9月11日）は、江戸時代後期から大正時代にかけての臨済宗の禅僧。丹波福知山町（現在の京都府福知山市）出身。道号は龍淵、室号は耕雲軒。俗姓は高木。天龍寺の由利滴水に歴参し、その法を嗣ぐ。1892年（明治25年）、天龍寺派管長（1892年 - 1897年）に就任する。1901年（明治4年）には再び管長職（1901年 - 1913年）に復帰する。1918年（大正7年）9月11日に世寿77で遷化した。

## 生涯

### 出生から由理滴水に参ずるまで
1842年（天保13年）に丹波福知山町で、父である高木重左衛門の二男として生まれた。1847年（弘化4年）、丹後峰山にある相光寺の月潭和尚を受業師として得度した。月潭和尚は龍淵の叔父にあたる。その後、岩国永興寺の今北洪川禅師に、次いで久留米梅林寺の羅山禅師に参じたが、1863年（文久3年）に羅山禅師が遷化した後、龍淵は大病を患い、止む無く帰郷した。
その後、1864年（元治元年）の元治の役で伽藍の多くを焼失してしまった天龍寺に、翌1865年（慶応元年）には京都に行き、嵯峨鹿王院の義堂昌碩について2年間の修行を積み、義堂の遷化を受けて、由理滴水に参じることとなった。

### 由理滴水の弟子になってから師の遷化まで
1871年（明治4年）12月に本山慈済院に掛塔した。その翌年には滴水老師から「龍淵」の号を付与された。1873年（明治6年）には東京湯島の麟祥院に仮寓、大教院助教授に任ぜられたが3年で天龍寺に帰る。そして1880年（明治13年）、38歳の時には天龍寺専門道場の師家を由理滴水に代わって務める。1883年（明治16年）6月に天龍寺僧堂が再建され開単。1892年（明治25年）12月に滴水に代わって、龍淵が臨済宗天龍寺派管長となる。

### 2度目の管長就任から徳光院、そして遷化まで
元治の役で伽藍の大半を焼失していた天龍寺の再建がほぼ終ったのを機に、管長職を師の滴水禅師に一旦戻し、1898年に多宝殿の遷座式等を挙行した。それを見届けるかの様に由理滴水は翌1899年に遷化したが、その時管長職は同じく滴水の法嗣で龍淵の弟弟子にあたり、また既に僧堂師家となっていた橋本峨山に譲られた。しかし、峨山は管長就任して2年も経たずに1900年に遷化した。そのため龍淵は一度僧堂師家に戻るが、直ぐに弟弟子の宮裡東昱にそれを譲り、自らは1901年に再び管長職に就くこととなった。ところが師家を譲って僅か2年後の1902年には、今度は東昱が臨済宗東福寺派の管長となるため去ることとなった。そのため龍淵は、僧堂師家に自分の弟子である高木台岳を充てた。この一連の働きを考えれば、龍淵は明治の動乱期にあった天龍寺にとって、最大の功労者であるともいえる。
その後、龍淵に帰依した川崎正蔵の招請により神戸徳光院の開山となって、1907年（明治40年）に移錫する。1913年（大正2年）には管長職を弟子の台岳に譲り、衣笠山の功雲院に退居する。そして1918年（大正7年）9月11日に遷化した。

## 法嗣弟子
- 高木臺嶽（臨済宗天龍寺派管長、1863年 - 1922年）高木台岳ともいう
- 関精拙（臨済宗天龍寺派管長、1877年 - 1945年）